# Poa persica
Poa persica là một loài cỏ trong họ hòa thảo, thuộc chi poa.